# Jancsó Miklós (filmrendező)

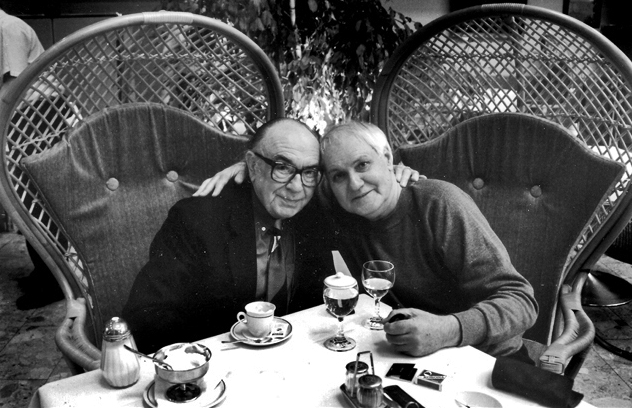
Hernádi Gyula és Jancsó Miklós

Jancsó Miklós (Vác, 1921. szeptember 27. − Budapest, 2014. január 31.) kétszeres Kossuth-díjas és Balázs Béla-díjas magyar filmrendező, forgatókönyvíró, érdemes és kiváló művész. Jellemzője az igen szokatlan hosszú snitt, amely vágás nélküli, folyamatos felvételt jelent. A szereplők mozgatása – akár percekig – adja a filmszerűséget, ami nagy összpontosítást igényel minden résztvevőtől.

## Élete
Erdélyből származó családjának román ága nagyobb volt, mint a magyar, ezek románnak, míg a másik rész magyarnak vallotta magát. Román, Nicolae nevű nagybátyja után a Miklós keresztnevet kapta. Édesapja 1916-tól az erdélyi kormánybiztos titkáraként tevékenykedett. A Monarchia összeomlása után apját távollétében az új hatalom halálra ítélte, ezért családjával együtt Magyarországon telepedett le.
A székesfehérvári Ciszterci Szent István Gimnáziumban érettségizett. Középiskolai tanulmányai után a pécsi Erzsébet Tudományegyetem jogi karára iratkozott be, de diplomát a közben visszakapott Kolozsvárott szerzett, 1944-ben. Bejelentkezett az ügyvédi kamarába, de jogi munkát már nem végzett.  
1946-ban Budapestre költözött, és beiratkozott a Filmművészeti Főiskolára, ahol 1951-ben rendezői diplomát szerzett. Diplomafilmet nem készített, mert nem volt rá pénz. 
1949. december 21-én házasságot kötött Wowesznyi Katalinnal. A házasságból két gyermek született: 1952-ben Jancsó Nyika (ifj. Jancsó Miklós) és 1955-ben Jancsó Babus (Katalin).
Kezdetben rövidfilmeket készített, majd 1958-ban, 37 évesen elkészítette első nagyjátékfilmjét A harangok Rómába mentek címen. A filmet Somló Tamás fényképezte, akivel 1969-ig dolgozott együtt, legutolsó közös munkájuk a Fényes szelek című film volt. Somló Tamást Kende János operatőr váltotta fel. A Szegénylegények című filmje volt az első, amire felfigyeltek a külföldi kritikusok. 
Wowesznyi Katalintól elvált, majd 1958-ban feleségül vette Mészáros Mártát, a később Kossuth-díjas filmrendezőnőt, akinek adoptálta előző házasságában született fiát, Zoltánt. Együtt nevelték három gyermeküket, de közös gyerekük nem született.

Jancsó Miklós otthonában (2000)

1959-ben Nemeskürty István közreműködésével megismerkedett Hernádi Gyula íróval, aki attól kezdve állandó alkotótársa lett egészen annak 2005-ben bekövetkezett haláláig. 1968-ban ismét elvált, mert Budapesten megismerkedett Giovanna Gagliardo olasz újságíró-forgatókönyvíróval, akivel Rómába költözött közel tíz évre, kisebb-nagyobb budapesti megszakításokkal. Ebben az időben készítette A pacifista, a Technika és rítus és a Róma visszaköveteli Cézárt című alkotásait. 1970-ben színházi rendezőként is debütált a 25. Színházban a Fényes szelek című darabjával.
1980-ban szakított Gagliardóval, és 1981-ben feleségül vette Csákány Zsuzsa filmvágónőt. A házasságból 1982. július 2-án Budapesten megszületett fiuk, Jancsó Dávid, aki olyan magyar filmek vágójaként dolgozott, mint az Ede megevé ebédem, a Delta, az Oda az igazság, a Szelíd teremtés – A Frankenstein-terv, a Fehér isten és a Jupiter holdja.
1988 óta címzetes egyetemi tanár volt a Színház- és Filmművészeti Egyetemen. 1990 és 1992 között a Harvardon tanított.
Utolsó filmje a Magyarország 2011 (2012) szkeccsfilm volt, amelyben társrendezőként működött közre.

## Közéleti szerepvállalása
Jancsó többször is kinyilvánította az SZDSZ iránti szimpátiáját. 1994-ben és '98-ban az SZDSZ országos listáján szerepelt. Ezenkívül támogatta a marihuána legalizálását. 2003-ban védnöke volt a Kendermag Egyesület ,,Engedd szabadon a kendert" nevű rendezvényének.

## Filmjei

### Nagyjátékfilmek
- A harangok Rómába mentek (1958)
- Oldás és kötés (1963)
- Szegénylegények (1965)
- Így jöttem (1965)
- Csillagosok, katonák (1967)
- Csend és kiáltás (1968)
- Fényes szelek (1968)
- Sirokkó (1969)
- Égi bárány (1970)
- A pacifista (1970)
- Technika és rítus (tévéfilm, moziban is vetítették) (1971)
- Még kér a nép (1972)
- Szerelmem, Elektra (1974)
- Róma visszaköveteli Cézárt (tévéfilm, moziban is vetítették) (1974)
- Magánbűnök, közerkölcsök (1976)
- Magyar rapszódia (1978)
- Allegro Barbaro (1978)
- A zsarnok szíve, avagy Boccaccio Magyarországon (1981)
- A hajnal (1985)
- Szörnyek évadja (1987)
- Jézus Krisztus horoszkópja (1988)
- Isten hátrafelé megy (1991)
- Kék Duna keringő (1992)
- Nekem lámpást adott kezembe az Úr Pesten (1999)
- Anyád! A szúnyogok (2000)
- Utolsó vacsora az Arabs Szürkénél (2001)
- Kelj fel, komám, ne aludjál! (2002)
- A mohácsi vész (2004)
- Ede megevé ebédem (2006)
- Oda az igazság (2009)

### Kisjátékfilmek, dokumentumfilmek
- Kezünkbe vettük a béke ügyét (1951)
- A szovjet mezőgazdasági küldöttség tanításai (1951)
- A 8. szabad május 1. (1952)
- Arat az orosházi 'Dózsa' (1953)
- Egy kiállítás képei (1954)
- Emberek, ne engedjétek! (1954)
- Éltető Tisza-víz (1954)
- Galgamentén (1954)
- Ősz Badacsonyban (1954)
- Angyalföldi fiatalok (1955)
- Egy délután Koppánymonostorban (1955)
- Emlékezz, ifjúság! (1955)
- Alkonyok és hajnalok (1961)
- Hej, te eleven fa… (1963)
- Jelenlét (1965)
- Közelről: A vér (1966)
- Második jelenlét (1978)
- Harmadik jelenlét (1986)
- Sír a madár (1988)
- Szeressük egymást gyerekek! (1996)
- Játssz, Félix, játssz! (1997)
- Kövek üzenete: I–V. Budapest, Máramaros, Kárpátalja, Moldva, Hegyalja 1993-94
- Maradékok, 1993
- Hősök tere I–II. 1996
- Én József Atilla itt vagyok. I–II. 1995
- Két epizód és egy rítus, 1997
- Két ünnep és egy dal, 1997
- Két életkép, 1997
- Temetetlen holtak, 1998

### Tévéfilmek
- Laboratorio teatrale di Luca Ronconi (1977)
- Faustus doktor boldogságos pokoljárása (1982)
- Omega, Omega (1983)
- Budapest – Muzsika (1984)

## Színházi rendezései

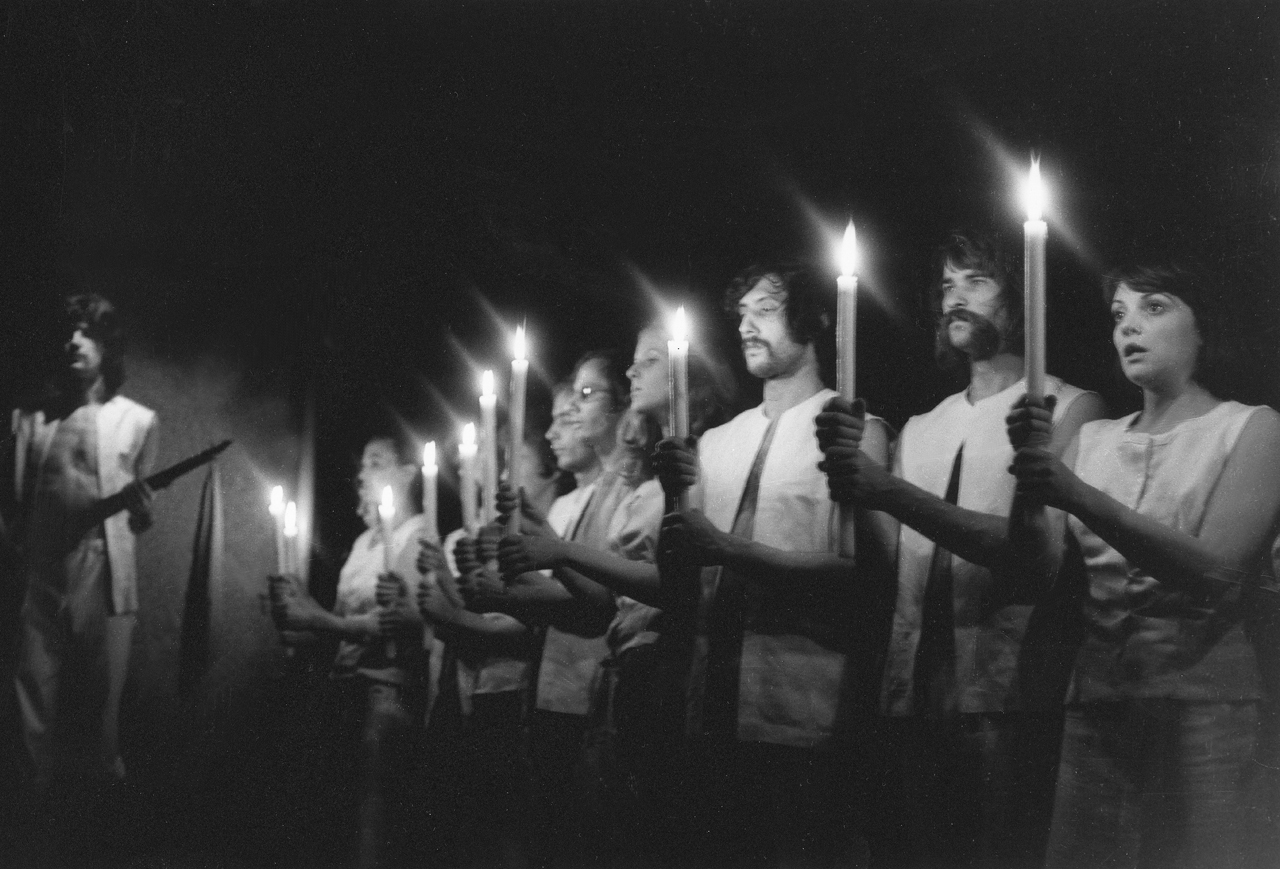
Jelenet az 1973-ban bemutatott Vörös zsoltár című előadásból (25. Színház)

- Ennyi Baby
- Fényes szelek (1971)
- Vörös zsoltár (1973)
- Hasfelmetsző Jack (1978)
- Mata Hari (1979)
- Csárdáskirálynő (1980)
- Otelló (1980)
- Bayer aspirin (1981)
- Drakula (1982)[12]
- Szép magyar tragédia (1982)
- Jöjj délre, Cimborám! (1983)
- A cella (1984)

## Jelentősebb elismerései
- Magyar Filmszemle, fődíj (1965, 1966)
- Balázs Béla-díj (1966)
- Érdemes művész (1970)
- Cannes-i Nemzetközi Filmfesztivál, a legjobb rendezés díja (1972)
- Kossuth-díj (1973, 2006)
- Cannes-i Nemzetközi Filmfesztivál, életműdíj (1979)
- Kiváló művész (1980)
- Velencei Nemzetközi Filmfesztivál, (Szörnyek évadja, 1987)
- Velencei Nemzetközi Filmfesztivál, életműdíj (1990)
- Montréali Nemzetközi Filmfesztivál, a legjobb rendezés, (Kék Duna keringő, 1992)
- Magyar Filmszemle, életműdíj (1994)
- Magyar Filmszemle, legjobb rendező (Anyád! A szúnyogok, 2000)
- Pro Cultura Urbis (2000)
- Budapest díszpolgára (2001)
- Párhuzamos Kultúráért díj (2001)[13]
- A Magyar Köztársasági Érdemrend középkeresztje a csillaggal (2002)
- Magyar Mozgókép Mestere (2004)
- Húszéves a Köztársaság díj[14] (2009)
- Hazám-díj (2009)
- A viareggiói fesztivál életműdíja (2010)
- Prima díj (2010)
- CineFest Miskolci Nemzetközi Filmfesztivál életműdíja (2010)
- Jubileumi Prima Primissima díj (2012)

## Könyvek

### Jancsóról
- Émile Breton: Miklós Jancsó. Une histoire hongroise; Yellow now, Crisnée, 2015 (Coté cinéma)
- Sztrana Jancso, v kotoruju priglasajet Alekszandr Trosin; összeáll., ford. Alekszandr Trosin; Ejzenstejnovszkij centr isszledovanyij kinokul'turi, Moszkva, 2002 (Muzej Kino)
- Marx József: Jancsó Miklós két és több élete (Vince Kiadó, 2000)
- Gyertyán Ervin: Jancsó Miklós (Magyar Filmintézet, 1976)
- Michel Estéve: Miklós Jancsó; Lettres modernes–Minard, Párizs, 1975 (Études cinématographique)
- Szekfű András: Fényes szelek, fújjátok! Jancsó Miklós filmjeiről (Magvető, 1974)
- Hernádi Gyula: Vitam et sanguinem. I. Magyar rapszódia ; II. Allegro barbaro ; III. Concerto. Hernádi Gyula és Jancsó Miklós filmregénye. (Magvető, 1978)
- Hernádi Gyula: Jancsó Miklós szeretői (Szabad Tér Kiadó, 1988)
- Giulio Marlia: Lo schermo liberato. Il cinema di Miklós Jancsó (Ed. Liberoscambio, Firenze, 1982) (olaszul)
- Magyar Rapszódia. Jancsó Miklós filmjei (Babits Kiadó, 1991)
- Jancsó Miklós életműve (CD-szövegkönyv)

### Jancsótól
- Jancsó Miklós: Szegénylegények. Ötlettől a filmig (Magvető, 1968)
- Jancsó Miklós–Hernádi Gyula: Csendes Kiáltás–Fényes Szelek (Pelikán Kiadó, 1994)
- Csendes kiáltás. Bacsó Péter beszélgetései Jancsó Miklóssal; Pelikán, Bp., 1994
- Uccu, megérett a meggy; vál., utószó Marx József; Ferencvárosi Művelődési Központ és Intézményei, Bp., 2006

## Emlékezete
Dániel Anna Hiányzik Szecső című 1973-as ifjúsági regényében már így viccelődnek egymással gimnáziumi diákok: „– Tudjuk, Jancsó belőled merített, sőt Antonioni is. Ő egyenest mindent Moticska Bélucinak köszönhet.”